# Jilm u Brodského potoka
Jilm u Brodského potoka je solitérní památný strom jilm horský (Ulmus glabra). Nachází se na levém břehu potoka Brodská v údolí řeky Vsetínská Bečva v městysu Nový Hrozenkov v okrese Vsetín. Geograficky je také situován v jižním okraji Vsetínských vrchů ve Zlínském kraji v CHKO Beskydy na Valašsku.

## Další informace
Strom byl vyhlášen památným 11. února 2013.
| Dendrologické údaje z roku 1997 |                                        |
| Výška stromu:                   | 28 m                                   |
| Obvod kmene ve výčetní výšce:   | 6,4 m                                  |
| Stáří stromu:                   | k roku 2013 bylo odhadováno na 300 let |
| Ochranné pásmo stromu:          | svislý průmět koruny dle zákona        |

Strom je druhým nejmohutnějším jilmem v Česku a je napaden houbovou chorobou grafióza a jinak je v přijatelné kondici. Strom je celoročně volně přístupný.

## Galerie

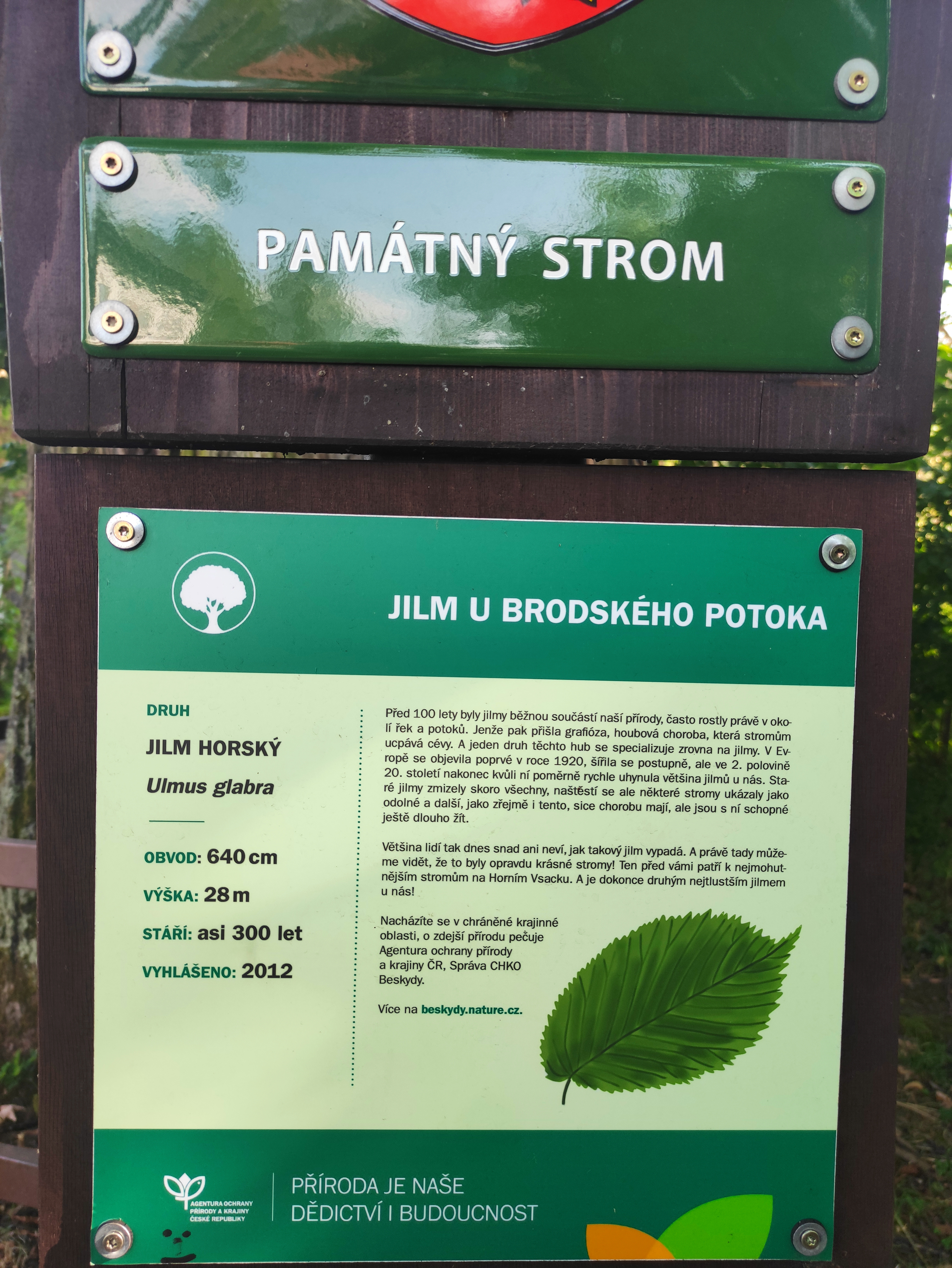
Informační panel u stromu
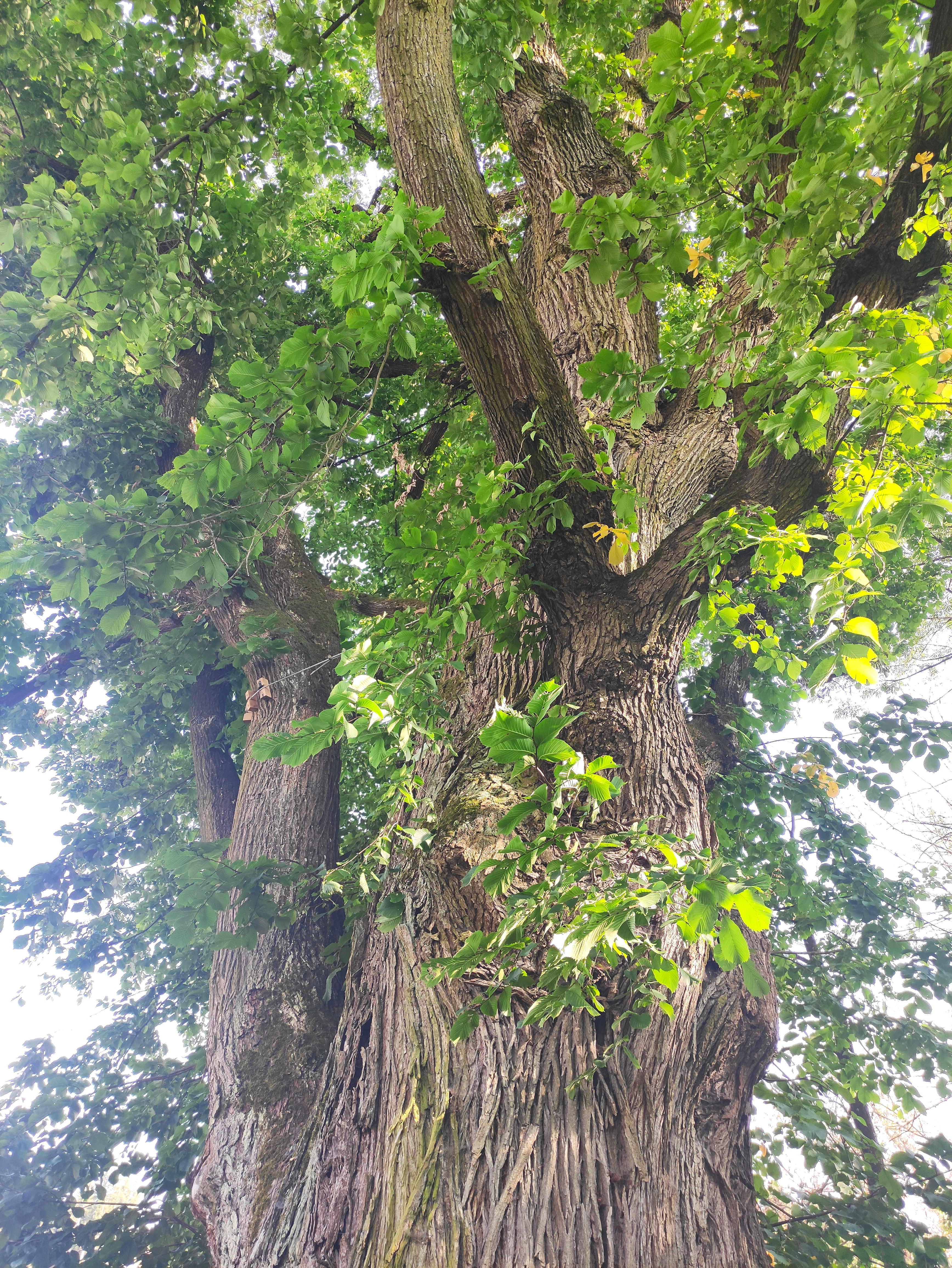
Kmen
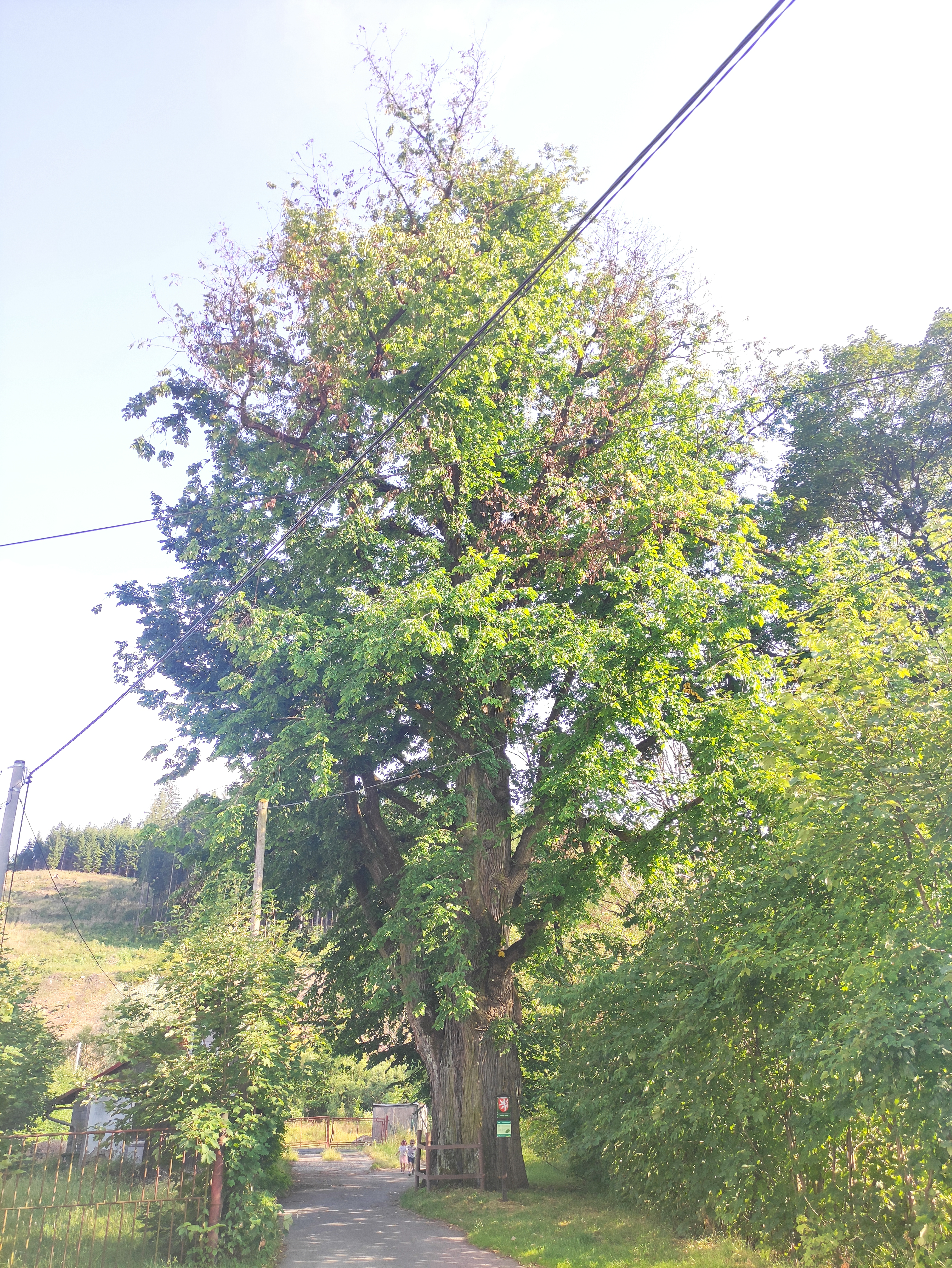
Celý strom